# Rolf Österreich
Rolf Österreich, né le 28 novembre 1952 à Rostock, est un patineur artistique est-allemand. Il est notamment médaillé d'argent aux Jeux olympiques d'hiver de 1976 avec sa partenaire Romy Kermer.

## Biographie

### Carrière sportive
Rolf Österreich commence sa carrière en couple avec Marlies Radunsky, mais c'est avec Romy Kermer qu'il a ses meilleurs résultats. Österreich et Kermer sont trois fois champions d'Allemagne de l'Est et remportent trois médailles aux Championnats d'Europe et trois autres aux Championnats du monde. Ils gagnent également une médaille d'argent olympique en 1976. Ils se marient après la saison 1976.

### Reconversion
Rolf Österreich devient entraîneur de patinage artistique. Il a eu notamment Mirko Eichhorn comme élève.

## Palmarès
Avec deux partenaires :
- Marlies Radunsky (2 saisons : 1970-1972)
- Romy Kermer (4 saisons : 1972-1976)

| Compétition                       | 1971    | 1972    |  | 1973    | 1974    | 1975    | 1976    |  |  |  |  |  |  |  |
| Jeux olympiques d'hiver           |         |         |  |         |         |         | 2e      |  |  |  |  |  |  |  |
| Championnats du monde             |         |         |  | 5e      | 3e      | 2e      | 2e      |  |  |  |  |  |  |  |
| Championnats d’Europe             | 6e      | 7e      |  | 6e      | 2e      | 2e      | 2e      |  |  |  |  |  |  |  |
| Championnats d'Allemagne de l'Est | 3e      | 3e      |  | 1er     | 2e      | 1er     | 1er     |  |  |  |  |  |  |  |
|                                   |         |         |  |         |         |         |         |  |  |  |  |  |  |  |
| Autre compétition                 | 1970/71 | 1971/72 |  | 1972/73 | 1973/74 | 1974/75 | 1975/76 |  |  |  |  |  |  |  |
| Moscou Skate                      | 7e      |         |  |         |         |         |         |  |  |  |  |  |  |  |